# Bélgica en la Copa Mundial de Fútbol de 1938
Bélgica fue una de las 15 selecciones participantes de la Copa Mundial de Fútbol de Francia 1938, la cual fue su tercera participación consecutiva en los mundiales.

## Clasificación
| Pos. | País         | J | G | E | P | GF | GC | Pts |
| ---- | ------------ | - | - | - | - | -- | -- | --- |
| 1    | Países Bajos | 2 | 1 | 1 | 0 | 5  | 1  | 3   |
| 2    | Bélgica      | 2 | 1 | 1 | 0 | 4  | 3  | 3   |
| 3    | Luxemburgo   | 2 | 0 | 0 | 2 | 2  | 7  | 0   |

| 13 de marzo de 1938 | Luxemburgo          | 2–3     | Bélgica                                  | Stade Municipal, Luxembourg, Luxemburgo                        |                                                                |
|                     | Libar 4' · Kemp 33' | Reporte | Voorhoof 19' · Braine 55' · de Vries 59' | Asistencia: 11,200 espectadores Árbitro(s): Georges Capdeville | Asistencia: 11,200 espectadores Árbitro(s): Georges Capdeville |

| 3 de abril de 1938 | Bélgica        | 1–1     | Países Bajos       | Bosuilstadion, Antwerp, Bélgica                           |                                                           |
|                    | Isemborghs 53' | Reporte | van Spaandonck 37' | Asistencia: 47,660 espectadores Árbitro(s): Arthur Jewell | Asistencia: 47,660 espectadores Árbitro(s): Arthur Jewell |

## Jugadores
Estos fueron los 22 jugadores convocados para el torneo:

## Resultados

### Primera fase
| 5 de junio de 1938 | Francia                       | 3–1     | Bélgica        | Stade Olympique de Colombes, París                        |                                                           |
|                    | Veinante 1' · Nicolas 16' 69' | Reporte | Isemborghs 38' | Asistencia: 30,454 espectadores Árbitro(s): Hans Wüthrich | Asistencia: 30,454 espectadores Árbitro(s): Hans Wüthrich |